# Ranunculus abnormis
Ranunculus abnormis är en ranunkelväxtart som beskrevs av Vicente Cutanda och Willk.. Ranunculus abnormis ingår i släktet ranunkler, och familjen ranunkelväxter. Inga underarter finns listade i Catalogue of Life.

## Bildgalleri

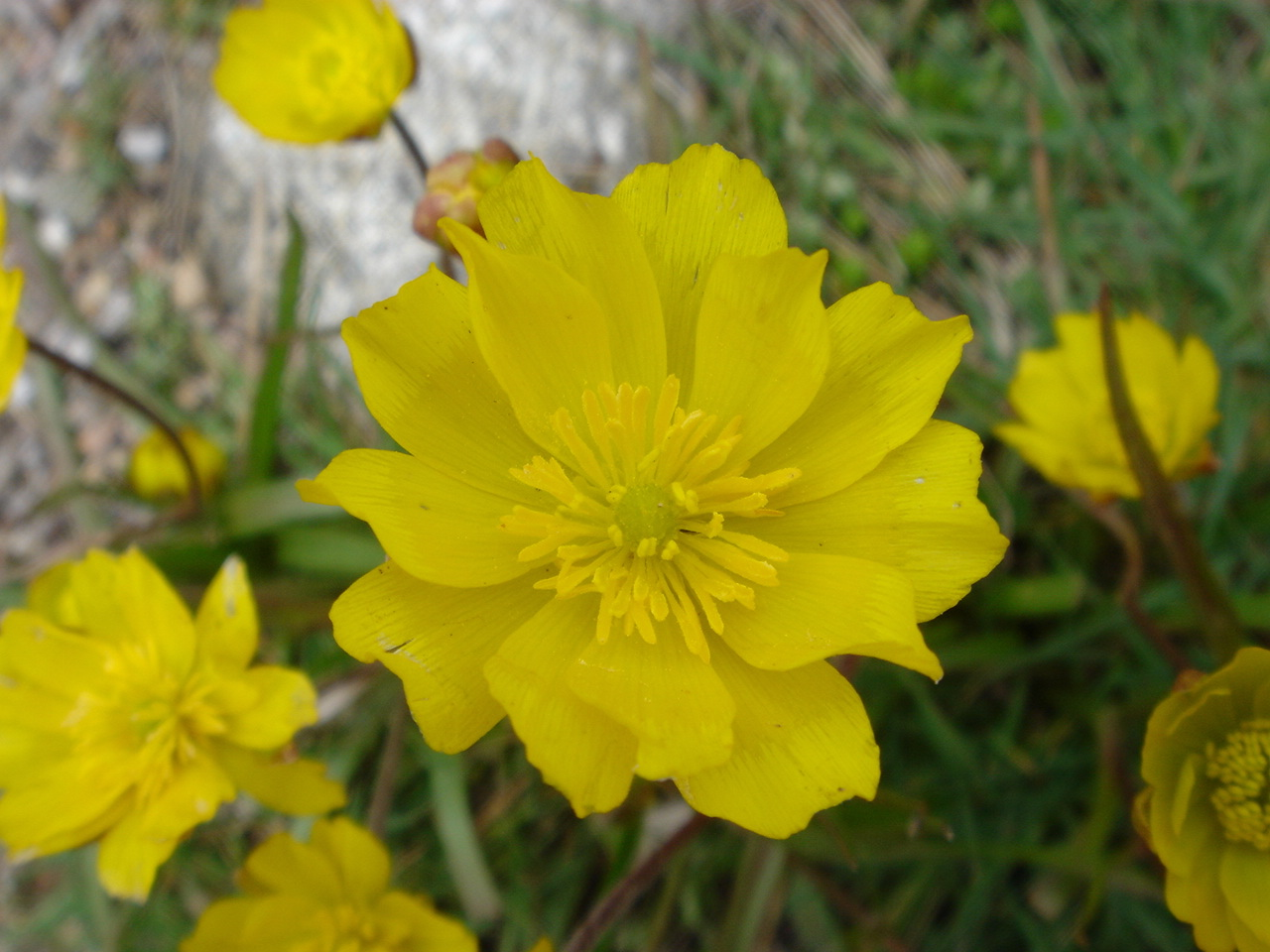